# Combustión
Combustión és una pel·lícula espanyola estrenada en 2013 i dirigida per Daniel Calparsoro.
Va ser presentada en la 16a edició del Festival de Màlaga de Cinema Espanyol La banda sonora de la pel·lícula va ser realitzada per Carlos Jean.

## Argument
Navas (Alberto Ammann), Ari (Adriana Ugarte) i Nano (Christian Mules) són una banda d'atracadors que utilitzen a la noia com a esquer per entrar a les cases. Julia (María Castro) és propietària d'una joieria heretada dels seus pares morts en un atracament i Mikel (Álex González (actor)) és el seu xicot, que acaba de mudar-se amb ella i es van a casar.
La banda està buscant donar un últim cop per retirar-se, i per aconseguir el seu objectiu utilitzaran els encants d'Ari per apropar-se a Mikel, que seduït per ella entra en el món d'estafes, enganys i carreres il·legals de cotxes.

## Repartiment
- Álex González és Mikel.
- Adriana Ugarte és Ari.
- Alberto Ammann és Navas.
- María Castro és Julia.
- Christian Mules és Nano.
- Juan Pablo Shuk és Argentí.
- Marta Nieto és Carla.
- Luis Zahera és Detectiu.
- Miguel Barberá és Arturo.